# DIN 1451
DIN 1451 — стандартний шрифт, розроблений у Німеччині у 1930-х роках для використання у дорожніх знаках, технічній документації та промисловому дизайні. Завдяки своїй функціональності та читабельності, цей шрифт став популярним не лише в Німеччині, а й у всьому світі.

## Історія
Шрифт DIN 1451 був створений у 1931 році за ініціативою Німецького інституту стандартизації (нім. Deutsches Institut für Normung, DIN). Розробка шрифту стала відповіддю на потребу уніфікації написів у транспортній та промисловій сферах, а також у технічних кресленнях.
Спочатку шрифт був призначений виключно для використання в офіційних цілях: на дорожніх знаках, вагонах поїздів, автомобільних номерних знаках і технічних документах. Простота та функціональність шрифту зробили його універсальним інструментом у багатьох сферах.
У післявоєнний період DIN 1451 продовжував залишатися стандартом у Німеччині, але також почав поширюватися за її межі.

## Основні характеристики
DIN 1451 має декілька особливостей, які зробили його успішним:
- Простота форм: шрифт побудований на основі геометричних форм, що забезпечує його універсальність.
- Відсутність декоративних елементів: акцент зроблено на читабельність та практичність.
- Однакова товщина штрихів: забезпечує чіткість відображення навіть на великих відстанях.
- Легкість масштабування: шрифт виглядає добре як у малих розмірах, так і на великих носіях.

## Використання
Шрифт DIN 1451 широко використовується в різних сферах:
1. Дорожні знаки: Стандарт у Німеччині та багатьох інших країнах.
2. Автомобільні номерні знаки: У багатьох країнах номерні знаки базуються на модифікаціях DIN 1451.
3. Технічна документація: Універсальність і простота шрифту роблять його популярним у кресленнях і схемах.
4. Інфраструктурні об'єкти: Написи на вагонах поїздів, метро та інших транспортних засобах.

## Сучасні адаптації
Хоча DIN 1451 спочатку розроблявся для функціонального використання, його геометричні форми та естетика привернули увагу дизайнерів. У сучасному світі створено кілька адаптацій шрифту:
- FF DIN: Розроблений дизайнером Альбертом-Яном Пулом, цей шрифт став популярним серед графічних дизайнерів і доступним для комерційного використання.
- DIN Next: Оновлена версія шрифту від компанії Linotype, яка зберігає його автентичність, але додає сучасні риси.

## Вплив на дизайн
DIN 1451 вплинув на розвиток функціонального дизайну та закріпив у типографії принципи:
- Пріоритет функціональності.
- Мінімалізм і відсутність надлишкових елементів.
- Універсальність у використанні.

## Використання в Україні
Попри те, що DIN 1451 не є офіційним стандартом в Україні, його принципи лягли в основу розробки багатьох шрифтів, що використовуються для дорожніх знаків і технічної документації.